# Strontiumchlorid
Strontiumchlorid (SrCl2) ist eine anorganische chemische Verbindung und das Strontiumsalz der Salzsäure. Es bildet einen farb- und geruchlosen, scharf-bitter schmeckenden, hygroskopischen Feststoff.

## Eigenschaften
Strontiumchlorid ist farblos, geruchlos und schmeckt scharf-bitter. Weiterhin ist es hygroskopisch, wirkt ätzend und bildet ein Hexahydrat, dessen Kristalle farblos und durchscheinend sind. Strontiumchlorid verwittert an trockener Luft und gibt oberhalb von 60 °C sein Kristallwasser ab, so dass es bei 873 °C wasserfrei schmilzt.

## Herstellung
Strontiumchlorid wird aus den Mineralien Cölestin oder Strontianit unter Verwendung von Salzsäure (HCl) gewonnen. Dabei reagiert das aus Cölestin über Zwischenschritte gewonnene oder im Strontianit als Hauptbestandteil enthaltene Strontiumcarbonat mit der Salzsäure zu Strontiumchlorid und Kohlensäure, die wiederum in Kohlendioxid und Wasser zerfällt:

{\displaystyle \mathrm {SrCO_{3}+2\ HCl\longrightarrow \ SrCl_{2}+\ H_{2}O+CO_{2}\uparrow } }

## Verwendung
Strontiumchlorid wird vor allem in der Pyrotechnik zur Rotfärbung von Feuerwerken eingesetzt. Ebenso findet es Verwendung als Zusatz in der Glasindustrie und in der Metallurgie.
Als Strontiumchlorid-Hexahydrat (SrCl2 • 6H2O) wird es in der Labortechnik zum Nachweis anderer Strontiumverbindungen und in der Atomabsorptionsspektroskopie sowie in der Medizin verwendet. In manchen Zahnpflegemitteln (z. B. Sensodyne Classic) soll es der Vorbeugung gegen Parodontitis und zur Verminderung der Schmerzempfindlichkeit der Zahnhälse dienen. In der Homöopathie findet es zu ähnlichen Zwecken in stark verdünnter Form als Strontium chloratum Anwendung. Als schwach radioaktive Isotopenverbindung 89-Strontiumchlorid wird es auch in der Krebstherapie zur Behandlung von Schmerzen bei Knochenkrebs eingesetzt, wenn eine Hormontherapie bei fortgeschrittenen Metastasen nicht mehr anschlägt (Radionuklidtherapie).
Strontiumchlorid-Hexahydrat wird auch in der Meerwasseraquaristik zur ausreichenden Zufuhr von Strontium als Skelettbestandteil mancher Korallenarten verwendet. Das Strontiumchlorid wird insbesondere von Steinkorallen dem Wasser entzogen und muss deshalb nachdosiert werden. Allerdings ist zu beachten, dass Strontium für einige Meeresbewohner (wie Krabben) stark giftig wirkt.